# Boerderijmuseum de Neeth
Boerderijmuseum de Neeth is een boerderijmuseum in Aalten, Nederland. In 2000 ging het museum voor het eerst open. Het geeft met authentiek materiaal een beeld over hoe de bevolking in de Achterhoek vroeger leefde en werkte.
De verzameling bestaat uit een boerenkeuken met een authentieke klaverblad houtkachel, klederdracht uit 1850 tot circa 1950, kleine en grote landbouwwerktuigen, een verzameling was- en strijkbenodigdheden, een slaapkamer uit de jaren dertig en een expositie over de geschiedenis van het melken. Daarnaast organiseert het museum tal van activiteiten als klootschieten, wandel- en fietsroutes, maïsdoolhof, en huifkartochten.